# Shunsuke Maeda
Shunsuke Maeda (født 9. juni 1986) er en japansk fodboldspiller.
Han har spillet for flere forskellige klubber i sin karriere, herunder Sanfrecce Hiroshima, Oita Trinita, FC Tokyo, Consadole Sapporo og Gainare Tottori.